# Ziggy Stardust and the Spiders from Mars
Зигги Стардаст и пауки с Марса (англ. Ziggy Stardust and the Spiders from Mars; фильм иногда называют Bowie 1973) — фильм о Дэвиде Боуи, снятый на стыке жанров документального и музыкального кино, режиссёром Донном Аланом Пеннебейкером (1925—2019). В фильме демонстрируется выступление Дэвида Боуи и его группы The Spiders from Mars в лондонском Hammersmith Odeon 3 июля 1973 года Во время концерта Боуи сделал внезапное объявление о том, что это выступление станет «последним шоу, которое мы когда-либо сделаем», после этого музыкант отказался от образа Зигги Стардаста.
Впоследствии фильм был издан на DVD под названием Ziggy Stardust and the Spiders from Mars: The Motion Picture.

## История
Представители Боуи попросили режиссёра Донна Алана Пеннебейкера приехать Лондон и снять только несколько песен музыканта, но когда он увидел первый из двух его лондонских концертов, он понял, что «напрашиваются съёмки полнометражного фильма» (англ. «there was a full-length film here asking to be made»). Хотя у режиссёра было посредственное представление о музыке Боуи, за исключением хита «Space Oddity», увидев музыканта на сцене он был поражен его харизмой и разнообразием песен, моментально загоревшись идеей снимать второе шоу целиком, не догадываясь, что оно будет включать драматическую развязку в финале. Гитарист Джефф Бек присоединился к группе в середине концерта для исполнения трех песен (две из них представляли собой попурри из его материала и Боуи), однако он был вырезан из финальной версии фильма по собственной просьбе. Расширенный вариант композиции «The Width of a Circle» был сокращен на несколько минут в версиях альбома на виниле и CD.
Полнометражный 90-минутный фильм провел много лет в стадии постпродакшена, прежде чем состоялась его международная премьера на Эдинбургском кинофестивале — 31 августа 1979 года. До официальной премьеры фильма, снятого на 35-миллиметровую киноплёнку, он несколько раз демонстрировался в 16-миллиметровом варианте, по большей части в американских колледжах. Сокращенная 60-минутная версия ленты однажды показывалась в США на телеканале ABC-TV в октябре 1974 года.
В конце 1973 года фильм несколько раз демонстрировался на различных кинофестивалях и вызвал большой интерес и положительную реакцию публики, однако затем исчез из поля зрения до 1983 года, когда был выпущен на VHS, в сопровождении двойного альбома-саундтрека. По-видимому он стал одной из первых жертв резких смен имиджа музыканта, который оставил образ Зигги Стардаста и отошел от глэм-рока, вскоре после этого, в начале 1975 года, разорвав отношения со своим импресарио Тони Дефрайсом; после этого ему пришлось отдать Дефрайсу половину доходов от альбома Young Americans. 
Образ Зигги Стардаста был вдохновлён научной фантастикой, он представлял собой театральное, загадочное, андрогинное амплуа; в период использования музыкантом этого образа он записал два альбома Боуи. Вечером 3 июля был отыгран последний шестидесятый концерт английского тура, в поддержку нового альбома Боуи — Aladdin Sane. Гастроли стартовали 12 мая, также на осень было запланировано турне по США. Очень немногие из окружения Боуи знали о его решении отказаться от образа Зигги Стардаста и прекратить выступать с концертами какое-то время; из музыкантов только Мик Ронсон узнал это за несколько дней до финального шоу.
В конце финального вечера, как раз перед песней «Rock 'n' Roll Suicide», Боуи объявил, что это не только последний концерт тура, но и «последний концерт, который мы когда-либо делали». Формулировка была преднамеренно двусмысленной, однако большая часть публики и представители лондонской прессы расценили её так, будто Боуи решил уйти из музыки. На самом деле он решил «убить» своего персонажа, однако не собирался прекращать музыкальную карьеру.
Фильм был впервые выпущен на DVD в 1998 году. В 2003 году было выпущено цифровое переиздание фильма на DVD в честь его тридцатилетия, которое включало дополнительные концертные материалы.
Только в последние годы фильм стал доступен для показа в кино; много лет он являлся домашним эксклюзивом.
В 1998 году был выпущен фильм «Бархатная золотая жила» базирующийся на этих событиях, главные роли в котором исполнили Джонатан Рис-Майерс и Юэн Макгрегор.

## Список композиций

### 30th Anniversary DVD
1. Opening Credits/Intro — Девятая Симфония Бетховена аранжировка и исполнение Венди Карлоса
2. «Hang On to Yourself» (Дэвид Боуи) из альбома The Rise and Fall of Ziggy Stardust and the Spiders from Mars
3. «Ziggy Stardust» (Дэвид Боуи) из альбома The Rise and Fall of Ziggy Stardust and the Spiders from Mars
4. «Watch That Man» (Дэвид Боуи) из альбома Aladdin Sane
5. «Wild Eyed Boy from Freecloud» (Дэвид Боуи) из альбома Space Oddity
6. «All the Young Dudes» (Дэвид Боуи) изначально написанная для Mott the Hoople
7. «Oh! You Pretty Things» (Дэвид Боуи) из альбома Hunky Dory
8. «Moonage Daydream» (Дэвид Боуи) из альбома The Rise and Fall of Ziggy Stardust and the Spiders from Mars
9. «Changes» (Дэвид Боуи) из альбома Hunky Dory
10. «Space Oddity» (Дэвид Боуи) из альбома Space Oddity
11. «My Death» (Жак Брель, Морт Шуман) — написанный Брелем, как «La Mort» и переведена на английский язык Шуманом и Эриком Блау[англ.]. Из альбома Бреля La Valse à Mille Temps[англ.]
12. «Cracked Actor» (Дэвид Боуи) из альбома Aladdin Sane
13. «Time» (Дэвид Боуи) из альбома Aladdin Sane
14. «The Width of a Circle» (Дэвид Боуи) из альбома The Man Who Sold the World
15. Band introduction — spoken word
16. «Let’s Spend the Night Together» (Мик Джаггер/Кит Ричардс) из альбома Aladdin Sane' оригинальное исполнение The Rolling Stones
17. «Suffragette City» (Дэвид Боуи) из альбома The Rise and Fall of Ziggy Stardust and the Spiders from Mars
18. «White Light/White Heat» (Лу Рид) из альбома White Light/White Heat оригинальное исполнение Velvet Underground
19. Farewell Speech — художественная декламация
20. «Rock 'n' Roll Suicide» (Дэвид Боуи) из альбома The Rise and Fall of Ziggy Stardust and the Spiders from Mars
21. End Credits — Торжественные и церемониальные марши композитора Эдуарда Элгарда

## В ролях
- Дэвид Боуи — в роли самого себя / «Зигги Стардаст»
- Мик Ронсон — в роли самого себя
- Тревор Болдер — в роли самого себя
- Мик Вудманси — в роли самого себя
- Анджела Боуи — в роли себя самой
- Ринго Старр — в роли самого себя

Запись звука (оригинальный фильм, саундтрек и DVD) и микширование выполнены Тони Висконти.